# Rhaphidophora montana
Rhaphidophora montana — це вид Rhaphidophora, що зустрічається в Таїланді та Малайзії.